# Tabulae Pompeianae novae
Die Tabulae Pompeianae novae („Neue Rechtsurkunden aus Pompeji“) sind ein pompejanischer Urkundenfund von Wachstäfelchen aus dem Jahr 1959. Sie dokumentieren Rechtsgeschäfte, insbesondere Finanzgeschäfte, die während des Prinzipats in den Jahren 29 bis 61 n. Chr. abgeschlossen und festgehalten wurden. Vertragsgegenstände waren vornehmlich Kaufverträge und ihre Kreditierungen durch Hingabe von Darlehen und Bürgschaften. Naturalien dienten der Besicherung durch Verpfändung, auch Personalsicherheiten (fideiussiones) wurden gestellt. Nebengeschäftliche Aspekte, wie Speichermieten, Auktionen und Eidesleistungen spielten ebenso eine Rolle. Die Täfelchen gelten als bedeutsamer Fund, weil sie sehr rar sind und auch wegen des ursprünglich besonders guten Erhaltungszustands.
Ebenso wie das Stadtrecht in Hispanien – festgehalten in epigraphischen Quellen – handelt sich bei den pompejianischen Tafeln um ein fortschrittliches Regelwerk. Dem Richter wurden die praktischen Aspekte des Gerichtsverfahrens nämlich deutlich erleichtert, sodass er angemessen auf die tatbestandliche Situation reagieren und entsprechend entscheiden konnte.

## Forschungsstand
1959 wurden die Tafeln in der Ortschaft Murecine bei Pompeji entdeckt. Tatsächlicher Herkunftsort der Tafeln ist das nördlicher gelegene Puteoli, ebenfalls in Kampanien. Der Quellenfund erfolgte zufällig und anlässlich vorbereitender Ausgrabungen für den Straßenbau. Das Umfeld des Auffindungsorts lässt den Schluss zu, dass die Täfelchen aus einer Privatvilla stammen, die wohl durch die Katastrophe des Vesuvausbruchs im Jahr 79 n. Chr. samt Inhalt unter Schutt und Schlamm begraben wurde. Der Schlamm war indiziell gut für den Schutz und die Konservierung der Täfelchen geeignet, denn das Wachs war trotz enormer Hitzeeinwirkung nicht geschmolzen. Die Forschung geht davon aus, dass die Täfelchen – verwahrt waren sie in Weidenkörben – das Kredit- und Handelsbankarchiv der in der Region tätigen Bankiersfamilie der Sulpicier bestückten.
Die in den Tafeln festgehaltenen Rechtsgeschäfte geben interessante Einblicke in die Geschäftswelt der Kredit- und Handelsbank einer Hafenstadt des 1. Jahrhunderts. In großen Teilen ist der Text vollständig oder doch zumindest so weit erhalten, dass sich die Beurkundungsgegenstände ordentlich bestimmen lassen. Es lassen sich Geschehensberichte eruieren, teils sind sie mit Urkunden- und Zeugnisbeweisen (testationes, stipulationes) kombiniert, ebenso Vorladungen durch die Bank und ausgestellte Quittierungen gegenüber den einzelnen Geschäftspartnern. 
Schwierigkeiten bereitete von vornherein allerdings die Entschlüsselung der Texte selbst, denn sie sind in einem prekären Vulgärlatein gehalten. Im Zusammenhang der Erstlesung wurde nicht versäumt, Fotografien von den meisten Tafeln anzufertigen, was sich noch als Segen erweisen sollte. Durch jahrelange unsachgemäße Konservierung wurde der Fund später schadhaft und kann heute kaum mehr zur Begutachtung herangezogen werden. Ursache war vornehmlich ein Schrumpfen des Wachses aufgrund von Materialaustrocknung, was auf die Unerfahrenheit der betreuenden Archäologen zurückgeführt werden kann.
1977 initiierte Joseph Georg Wolf eine Zweitlesung der Rechtsmasse, weil er eine kritische Ausgabe der Tafeln plante. Er musste auf die nicht vollständig dokumentierenden Fotografien zurückgreifen, um bei seinen Entschlüsselungsbemühungen keinen unüberwindbaren Problemen ausgesetzt zu sein. Die Fragilität der Werkstoffe ließ eine originäre Arbeit nicht mehr zu. Zur Beratung und wissenschaftlichen Begleitung zog Wolf Ulrich Manthe als Mitarbeiter und John Anthony Crook zu seinem Vorhaben hinzu. Die Finanzierung übernahm die Gerda Henkel Stiftung. 
Eine erste Edition (Tabulae Pompeianae (TP)) aus den 1960er-/1970er-Jahren wurde in der renommierten Rendiconti della Accademia di Archeologia, Lettere e Belle Arti (Neapel) abgedruckt, war aber multipel fehlerhaft. 1999 brachte Giuseppe Camodeca mit den Tabulae Pompeianae Sulpiciorum (TPSulp) mit 127 Texten eine gefeierte kritische Ausgabe heraus (Tabulae Pompeianae Novae (TPN)). Schließlich legte Wolf einen detaillierten (deutschen) Sachkommentar zu den wichtigen Quellen für die Sozial-, Wirtschafts- und Rechtsgeschichte des antiken Rom vor. Er behandelte 117 Tafeln, da der verbleibende kleine Rest des Bestandes nicht fotografiert war.

## Ausgaben
- Giuseppe Camodeca (Hrsg.): Tabulae Pompeianae Sulpiciorum (TPSulp.). Edizione critica dell’archivio puteolano dei Sulpicii, 2 Bände, Rom 1999.
- Joseph Georg Wolf (Hrsg.): Neue Rechtsurkunden aus Pompeji. Tabulae Pompeianae novae. Lateinisch und deutsch. Reihe: Texte zur Forschung 98. Wissenschaftliche Buchgesellschaft, Darmstadt 2010. ISBN 978-3-534-23236-9.